# Mulaikiulus stanleius
Mulaikiulus stanleius är en mångfotingart som beskrevs av Chamberlin 1941. Mulaikiulus stanleius ingår i släktet Mulaikiulus och familjen Parajulidae. Inga underarter finns listade i Catalogue of Life.